# Municipio de Ulysses (Pensilvania)
El municipio de Ulysses (en inglés: Ulysses Township) es un municipio ubicado en el condado de Potter en el estado estadounidense de Pensilvania. En el año 2000 tenía una población de 691 habitantes y una densidad poblacional de 3 personas por km².

## Geografía
El municipio de Ulysses se encuentra ubicado en las coordenadas 41°44′00″N 77°44′29″O / 41.73333, -77.74139.

## Demografía
Según la Oficina del Censo en 2000 los ingresos medios por hogar en la localidad eran de $35,476 y los ingresos medios por familia eran $36,667. Los hombres tenían unos ingresos medios de $26,818 frente a los $19,167 para las mujeres. La renta per cápita para la localidad era de $15,669. Alrededor del 8,2% de la población estaban por debajo del umbral de pobreza.